# Erich Obermayer
Erich Obermayer (23 de janeiro de 1953) é um ex-futebolista austríaco. 

## Seleção nacional
Ele competiu na Copa do Mundo FIFA de 1982, sediada na Espanha, na qual a seleção de seu país terminou na oitava colocação dentre os 24 participantes.